# Verbascum kochianum
Verbascum kochianum är en flenörtsväxtart som beskrevs av Philipp Wilhelm Wirtgen. Verbascum kochianum ingår i släktet kungsljus, och familjen flenörtsväxter. Inga underarter finns listade i Catalogue of Life.